# B-Classic Festival van Vlaanderen
Het B-Classic Festival van Vlaanderen is een Vlaams muziekfestival. Het is het Limburgse luik van het Festival van Vlaanderen.

## Situering
Dit festival startte in het seizoen 1958-1959 onder de naam Basilicaconcerten. Dit stond voor uiteenlopende concerten met oude en nieuwe muziek in monumentale kerken, kastelen en diverse locaties te lande. Vanaf 2008 kiest men voor een bredere waaier muziek. Voor het als "festival" werd georganiseerd, werd er al meermaals religieuze en klassieke muziek geprogrammeerd in de  Tongerse basiliek, vandaar de naam.

## Editie 2008
De editie 2008 was uitgebouwd rond vijf verschillende cycli en ging door van 17 mei tot 12 juli.
- Cyclus 1 omvat de klassieke festivalconcerten met concertuitvoeringen in de pas gerestaureerde Onze-Lieve-Vrouwebasiliek van Tongeren.
- Cyclus 2 bestaat uit de kasteelconcerten in het landelijke Haspengouw waaronder het Rood Kasteel te Kortessem, het Kasteel van Wouteringen, Het Kasteel van Heks en het kasteel van Gors-Opleeuw
- Cyclus 3 bestaat uit de Dag van de Oude Muziek in de Landcommanderij van Alden Biesen en de Dag van de Nieuwe Muziek te Hasselt
- Cyclus 4 staat in het teken van jong talent waarbij jonge laureaten musiceren
- Cyclus 5 omvat een euregionale orgeltrip met als afsluiter het slotconcert op het Le Picardorgel van de O.L.Vrouw Basiliek van Tongeren

Daarnaast omvat het festival de 1ste International Belgian Brass Academy. Dit staat voor een stadsfestival rond koperblazers met daaraan gekoppeld workshops, masterclasses, demonstraties en 's avonds concerten in de O.L.Vrouwbasiliek van Tongeren.